# クレメンテ・サアベドラ
クレメンテ・サアベドラ（Clemente Saavedra、1997年12月15日 - ）は、スーペル・ラグビー・アメリカス、セルクナムに所属するラグビーユニオン選手。

## プロフィール
- チリ出身[1]。
- ポジションはロック(LO)。
- 身長 193cm、体重 110kg
- チリ代表キャップは30（2024年12月現在）でラグビーワールドカップ2023のチリ代表に選ばれた[2]。

## 略歴
2020年、セルクナムに加入。